# Petromyscus shortridgei
Petromyscus shortridgei — вид гризунів родини Несомієві. Зустрічається в Анголі та Намібії. Його природне середовище проживання — субтропічні або тропічні сухі чагарники.